# 竹中英太郎
竹中英太郎（たけなか えいたろう 1906年（明治39年）12月18日 - 1988年4月8日）は、日本の挿絵画家、労働運動家、実業家。
長男は評論家の竹中労。『琉球共和国』、『仮面を剥ぐ』、『左右を斬る』、『浪人街 天明餓鬼草紙』などの労の著作や、労が制作したレコードのジャケットなどの装画を数多く手掛けた。次女の金子紫は「竹中英太郎記念館」館長。

## 概要
福岡県福岡市上名島（現・福岡市中央区大名）の没落士族の家庭に生まれる。心臓逆位症で心臓が右、十二指腸が左にある珍しい体の持ち主であったと竹中労は伝えているが、金子紫はこの説を否定している。1歳で父を亡くし、極貧の中で育つ。11歳で熊本に移住。熊本中学夜間部に学びつつ警察で給仕として働いている時、押収された社会主義関係の文書を読んで社会主義者となる。
1924年4月、熊本無産者同盟の設立に加わる。このほか、被差別部落出身ではないにもかかわらず熊本水平社の創立に参加したとの説もあるが、鈴木義昭はこの事実を確認できなかったとした上で、「『熊本無産者同盟』などを通して、側面から積極的に『熊本水平社』の活動に協力したものと考えられる。英太郎とともに『熊本無産者同盟』を結成した岩野猛、岩尾家貞はともに『熊本水平社』の創立メンバーでもある」と述べている。
1924年秋、革命運動には経済学の知識が必要との理由で上京。第一外国語学校英文科ならびに川端画学校に入門。学費を稼ぐ手段として挿絵や本の装丁のアルバイトを始めたことから挿絵画家となり、横溝正史が編集長をしていた当時の「新青年」にて、江戸川乱歩「陰獣」の挿絵を担当した。その後、「新青年」を中心に活躍。傑作の呼び声の高い横溝正史「鬼火」の挿絵のほか、甲賀三郎、大下宇陀児、夢野久作らの小説に作品を発表した。
1936年、二・二六事件を境に絵筆を折り、単身渡満。『月刊満洲』『コドモ満洲』の編集に従事するも、のち日本に送還され、東京品川で鉄工所を経営。
1942年、後妻つね子の郷里の甲府に疎開。1944年、山梨日日新聞社に入社し、新聞記者となる。戦後は山梨日日新聞労組委員長や日本新聞労連副委員長、地労委労働者側委員、山梨日日論説委員を歴任。県会議員補欠選挙に立候補して落選。印刷所経営の傍ら、地労委会長や家裁調停委員などを務め、中小零細企業の労使紛争解決に貢献。またテレビ山梨『日曜放談』にレギュラー出演した。
戦後は岩田専太郎や壺井繁治らによる中央画壇復帰の誘いを固辞し、もっぱら自らの楽しみとして絵筆を執っていたが、1967年には長男の労の頼みで『祇園祭』宣伝パンフレット用の作品を制作した他、1974年、労のプロモートによりマレーネ・ディートリヒが来日した際には、赤と青のディートリヒ、黒の素描、映画スチルをコラージュしたポスターを制作。ディートリヒはホテルの部屋に飾られたそれらの作品をいたく気に入り、帰国の際にポスターと黒の素描を持ち去ったという。
晩年は長女や孫のためにサービス会社「中部文教」を設立。1988年、東京新宿の街頭で虚血性心不全の発作を起こして急死。1989年の一周忌に、東京・弥生美術館および甲府・八百竹ギャラリーにて労の監修による回顧展が開催された。

## 作品集
- 探偵･怪奇のモダニズム　竹中英太郎・松野一夫（別冊太陽・絵本名画館）（1986年5月12日発行/平凡社）
- 竹中英太郎作品譜　百怪、我ガ腸ニ入ル（1990年8月31日発行/三一書房）
- 竹中英太郎（平成18年9月15日発行/竹中英太郎記念館館長・金子紫。生誕百年記念）
- 『現代日本推理小説叢書』　江戸川乱歩　第1巻『孤島の鬼』[6]、東京創元社（創元推理文庫）、1987年6月 ISBN 4-488-40101-5